# Gorka Guruzeta
Gorka Guruzeta Rodríguez (* 12. September 1996 in Donostia-San Sebastián) ist ein spanischer Fußballspieler, der aktuell bei Athletic Bilbao unter Vertrag steht.

## Karriere
Guruzeta begann seine Karriere bei Antiguoko KE. 2014 wechselte er zu Athletic Bilbao. Im August 2014 spielte er erstmals für das Farmteam CD Baskonia in der Tercera División.
Am 18. Spieltag der Saison 2015/16 debütierte er gegen den CD Lugo für Athletic Bilbao B in der Segunda División. Zu Saisonende hatte Guruzeta fünf Einsätze für Bilbao B zu Buche stehen. Mit Bilbao B musste er jedoch als Tabellenletzter in die Segunda División B absteigen.
2020/21 lief er für den CE Sabadell auf. Es folgte ein Jahr bei der SD Amorebieta. 2022 kehrte er zu Athletic Bilbao zurück.

## Persönliches
Sein Vater Xabier (* 1970) war ebenfalls Fußballspieler und spielte für Real Sociedad in der Primera División.